# Katastrofa kolejowa pod Řikonínem
Katastrofa kolejowa pod Řikonínem – zderzenie pociągu ekspresowego nr 57 Pannonia relacji București Nord - Praha hlavní nádraží z wykolejonymi wagonami pociągu towarowego, które wydarzyło się w dniu 11 grudnia 1970 około godziny 7:00 na odstępie Řikonín – Níhov w okolicach Brna w Czechosłowacji (obecnie Czechy).
W następstwie zderzenia doszło do wykolejenia pociągów i poważnego uszkodzenia taboru. Śmierć poniosło 31, a rannych zostało 18 osób.

## Opis wypadku

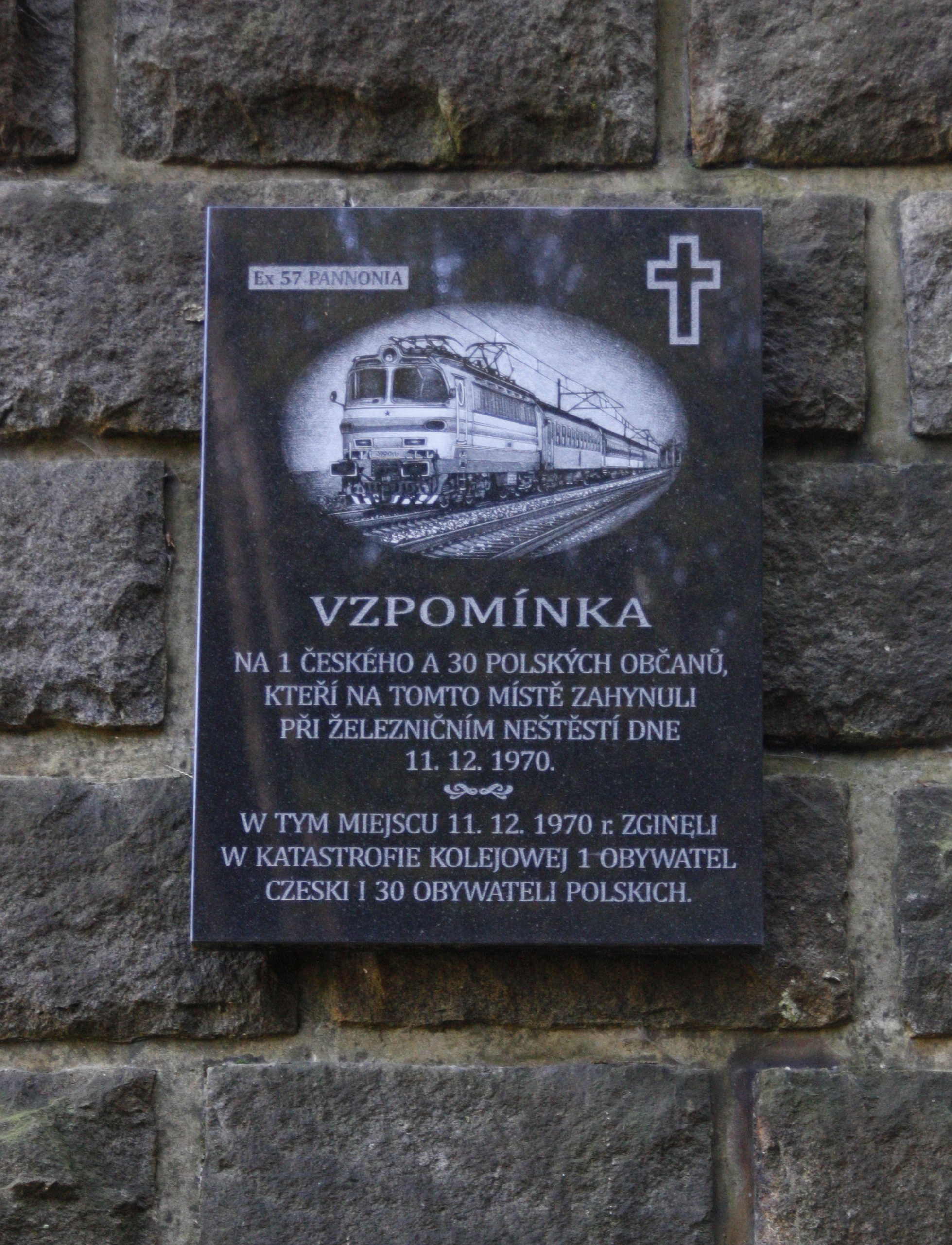
Tablica pamiątkowa na filarze mostu

Przed godziną 7:00 pod semaforem wjazdowym do stacji Řikonín (od strony posterunku odstępowego Níhov) został zatrzymany pociąg towarowy. Ze względu na ukształtowanie szlaku, koniec pociągu znajdował się na moście kolejowym nad rzeką Libochůvka. Na tor zajęty przez ten pociąg towarowy – niezgodnie z zasadami bezpieczeństwa ruchu kolejowego – z posterunku odstępowego Níhov wyprawiono jadącą luzem lokomotywę S 489.0041, która wracała do stacji Brno Maloměřice. Drużyna trakcyjna prowadząca lokomotywę jadącą luzem nie była świadoma jazdy po torze zajętym przez pociąg towarowy, co w efekcie doprowadziło do jej najechania na koniec pociągu towarowego.
Wskutek najechania lokomotywy na koniec pociągu towarowego doszło do jej wykolejenia oraz wykolejenia 8 końcowych wagonów w składzie pociągu towarowego. Wykolejone wagony zatarasowały częściowo skrajnię sąsiedniego toru.
Personel stacji Řikonín nie zdawał sobie sprawy z tego, co się wydarzyło. Nie wiedział też, że tor obok miejsca wypadku jest częściowo zatarasowany wykolejonym taborem i około 20 minut od tego wypadku wyprawił sąsiednim torem w przeciwnym kierunku międzynarodowy pociąg ekspresowy nr 57 Pannonia relacji București Nord – Praha hlavní nádraží prowadzony lokomotywą S 499.0117.
Odcinek i most, na którym znajdowały się wykolejone wagony, położony był na łuku, a pociąg ekspresowy Pannonia jechał z prędkością 90 km/h. Położenie toru na łuku uniemożliwiło podjęcie działań zmierzających do zapobieżenia wypadkowi i pociąg Pannonia przy pełnej prędkości uderzył w wykolejone wagony pociągu towarowego.
Rezultatem zderzenia było wykolejenie pociągu ekspresowego i duże uszkodzenie jego wagonów. Śmierć poniosło 31 osób, a dalsze 18 zostało rannych.

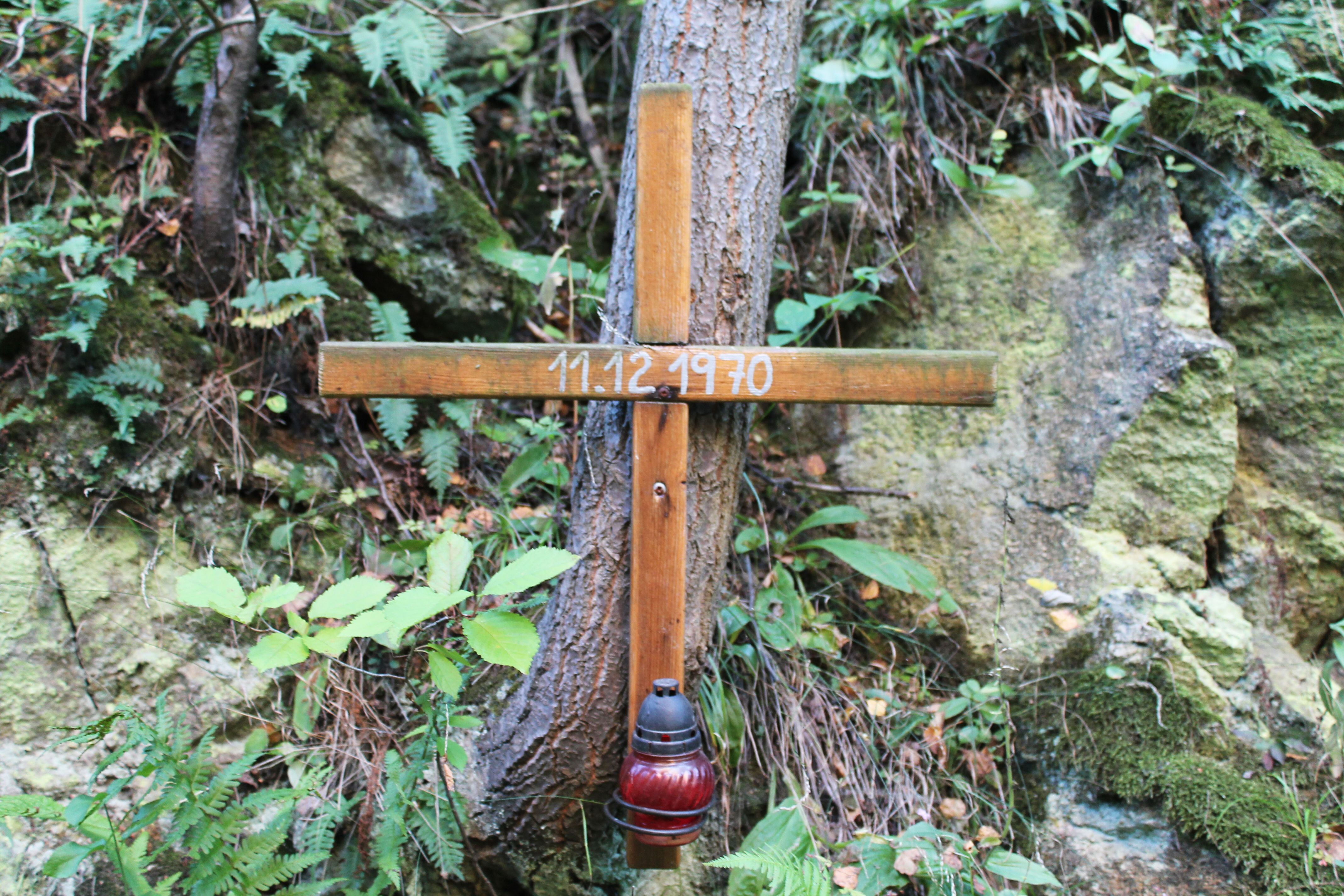
Krzyż upamiętniający miejsce katastrofy

Jako pierwszy za lokomotywą jechał  polski wagon z wycieczką rodzin polskich kolejarzy, który został najbardziej uszkodzony. Wśród ofiar katastrofy było 30 Polaków.